# Делано, Коламбус
Коламбус Делано (англ. Columbus Delano; 4 июня 1809 — 23 октября 1896) — американский политический деятель, 11-й министр внутренних дел США.
Коламбус Делано родился в Вермонте, в небольшом городке Шорем. Когда ему исполнилось 8 лет, его семья переехала в Огайо, в округ Нокс, и поселилась в городе Маунт-Вернон. Делано получил юридическое образование. В 1844 году он был избран в Палату представителей США, как член партии вигов.
В 1860 году он поддержал Авраама Линкольна. После занятия ряда государственных должностей президент США Улисс Грант назначил Делано министром внутренних дел США. Во время его пребывания на этом посту, в честь него был назван город в Калифорнии. После ухода в отставку, Делано вернулся в Маунт-Вернон.
Он скончался 23 октября 1896 года и был похоронен на кладбище Маунд-Вью в городе Маунт-Вернон, штат Огайо.
Горная вершина Делано-Пик названа в честь Делано.